# Thorsten Jonsson
Thorsten Georg Jonsson, född 25 april 1910 i Hörnsjö, Nordmaling, död 7 augusti 1950 i Maria Magdalena församling i Stockholm, var en svensk författare, journalist och översättare.

## Biografi
Thorsten Jonssons far var föreståndare för Evangeliska fosterlandsstiftelsens bokhandel i Umeå, där Jonsson växte upp. Modern dog 1927. Efter studentexamen vid Umeå högre allmänna läroverk 1928 började han studera vid Stockholms högskola, där han tog en fil kand-examen 1932. Sedan anställdes han som journalist på Umebladet, och stannade där till 1935. Han flyttade till Stockholm och arbetade för tidskrifterna Frihet och Tiden. Åren 1938–1942 var han redaktör för Bonniers konversationslexikon, och sedan arbetade han ett år för Det Bästa. Fram till 1943 var han redaktionsmedlem i kalendern Horisont. Åren 1943–1946 var han Dagens Nyheters New York-korrespondent, därefter knöts han till tidningens kulturredaktion, där han blev kulturredaktör 1948 och arbetade till sin död.
Jonsson debuterade 1933 med Utflykt, som består av naturdikter och kärleksdikter. Jonsson översatte och introducerade John Steinbeck, William Faulkner och Ernest Hemingway till svenska, och hans hårdkokta stil är påverkad av Hemingways. Han skildrar människor genom deras yttranden och handlingar. 1939 debuterade han som prosaförfattare med Som det brukar vara, med noveller i norrländsk miljö. Novellsamlingen Fly till vatten och morgon från 1941 som skildrar autentiska kriminalfall och den modernistiska romanen Konvoj från 1947 blev två av hans mest uppmärksammade verk. Den postuma novellsamlingen Dimman från havet skildrar nordamerikanska miljöer som Jonsson hade ett stort intresse för och kunskaper om.
Erfarenheterna som korrespondent sammanfattades i essäboken Sidor av Amerika (1946). Han skrev även litterär essäistik, Stor-Norrland och litteraturen (1938), Martin Koch (1941), Sex amerikaner (1942) samt den postumt utgivna Synpunkter (1951).
Thorsten Jonsson dog 1950, året efter att William Faulkner tilldelats Nobelpriset i litteratur. Faulkner tog emot priset i Stockholm i december 1950 och blev då personligen bekant med Jonssons änka Else (född Dahlberg, 1912–1996). De hade sedan en romans och brevväxling som varade till slutet av 1953. Makarna Jonsson är begravda på Skogskyrkogården i Stockholm.

### Översättningar (urval)
- Hy Pickering: Ax från skördefälten (Twelve Baskets Full of Original Outlines of Scripture Studies) (Fosterlandsstiftelsen, 1930)
- Ernest Hemingway: Att ha och inte ha (To Have and Have Not) (Bonnier, 1939)
- John Steinbeck: Vredens druvor (The Grapes of Wrath) (Bonnier, 1940)
- Ernest Hemingway: Klockan klämtar för dig (For Whom the Bell Tolls) (Bonnier, 1941)
- Daniel Defoe: Robinson Crusoe (The life and strange surprising adventures of Robinson Crusoe) (Bonnier, 1942)
- Mörk sång: fyrtiofem amerikanska negerdikter i översättning (illustr. av Birger Lundquist, Bonnier, 1949)